# Syntormon codinai
Syntormon codinai är en tvåvingeart som beskrevs av Octave Parent 1924. Syntormon codinai ingår i släktet Syntormon och familjen styltflugor.
Artens utbredningsområde är Kongo. Inga underarter finns listade i Catalogue of Life.